# Das Glück der anderen (Roman)
Das Glück der anderen (Originaltitel: A Prayer for the Dying) ist ein 1999 erschienener Roman des US-amerikanischen Schriftstellers Stewart O’Nan. Die deutsche Übersetzung von Thomas Gunkel erschien erstmals 2001 im Rowohlt Verlag.

## Kurzbeschreibung
In der US-Kleinstadt Friendship bricht die Diphtherie aus. Der Sezessionskriegs-Veteran Jacob Hansen, seines Zeichens Ortspolizist, Leichenbestatter und Prediger, verbreitet unwissentlich als subklinischer Krankheitsüberträger die Seuche in der eigenen Familie und der ganzen Ortschaft. Hinzu kommt ein Großbrand aus den umliegenden Wäldern. „Am Ende schlagen die apokalyptischen Wellen der Seuche und des Feuers über Friendship zusammen, und niemand wird entkommen“, außer Hansen, der durch seinen Versuch, das Glück und die Rettung anderer Mitmenschen zu bewirken, als Beschleuniger von Elend und Tod fungiert.

## Inhalt

### Vorgeschichte
Der „Du“-Erzähler Jacob Hansen ist ein Nordstaaten-Veteran, der im Sezessionskrieg diverse Gräuel miterlebt hat. Ein Tiefpunkt: tagelanges Siechtum und Tod eines aus Norwegen stammenden Kriegskameraden, den Hansen mit Pferdefleisch gefüttert hat. „Nachdem der kleine Norweger gestorben war, konntest du immer noch hören, wie er um etwas zu essen bat.“ Hansen behütete den Norweger auch nach dessen Tod. „Du hast nicht zugelassen, dass ihn jemand anrührt. Du hast seine Ärmel zugeknöpft, damit niemand die Stellen an seinen Armen sehen konnte, wo du nachts, wenn alle schliefen, Fleischstreifen abgeschnitten hast“, um sie zu essen. Nach dem Krieg scheint der Ex-Kannibale Hansen jedoch in einer glücklicheren Realität angekommen: Er ist in Personalunion Ordnungshüter, Prediger und Leichenbestatter in der US-Ortschaft Friendship und sieht alle seine drei Tätigkeiten als „artverwandt“ an, „als Möglichkeit, das Paradies zu preisen und Gott dafür zu danken.“ Örtlich sind zwei der drei Tätigkeiten direkt beieinander untergebracht: oben das Sheriff-Office, unten die Sargschreinerei, gleichzeitig Einbalsamierungsraum, und nebenan wohnt und praktiziert der örtliche Arzt Doktor Guterson, „neben Hansen die wichtigste öffentliche Figur und ordnende Autorität in der Stadt“, mit der Hansen sich identifiziert: „Dein Verantwortungsgefühl hängt nicht nur von deiner Arbeit ab. Es ist deine Stadt, es sind deine Leute“, selbst wenn er von denen als verschroben angesehen sein sollte: Anders als seinesgleichen reitet er nicht, sondern fährt mit dem Fahrrad oder einer Eisenbahn-Draisine „über die rostigen Bergwerksgleise“, denn er ist seit dem Krieg nicht mehr gern mit Pferden zusammen. „Was verständlich ist, da du sie während der Belagerung essen, dich zum Schutz in ihre warmen, toten Eingeweide wühlen musstest“. Und ebenso, wie der von Hansen stückweise verspeiste Norweger mit Hansen geredet hat, redet Hansen nun mit seinen Leichen: „Mit den Toten zu reden ist eine schlechte Angewohnheit. Marta sagt, du sprichst mit ihnen mehr als mit den Lebenden“. Marta ist seine Frau, mit der Hansen eine äußerst harmonische Ehe führt: „Du kannst nicht streiten; das ist eine deiner Schwächen. Nach dem Krieg hast du deine Kampflust, deinen Willen verloren, dich bei Kleinigkeiten durchzusetzen. Deine Strategie ist, sie glücklich zu machen, Frieden zu bewahren“, ebenso wie er alle anderen Menschen möglichst glücklich machen will, denn er sieht sich als frommen „Glückspilz“, denkt, „wie wunderbar die Welt ist und was für ein Glück du hast, und du wirst Gott danken“. Doch ganz frei von Zweifeln an seinem Glauben und seinem Verstand ist Hansen nicht: „Der endlose Kampf zwischen Glaube und Zweifel ist zu mühsam, zu ermüdend. Du glaubst, dass er dich letztlich zugrunde richten wird, doch er ist seltsamerweise das Einzige, was dich aufrechterhält – auch wenn du manchmal das Gefühl hast, verwirrt, ja sogar ein bisschen verrückt zu sein. Jacob, der verrückte Leichenbestatter. Ein frommer Narr.“

### Ausbruch und Verlauf der Epidemie
Im Verlauf der Handlung des Romans wird dieser fromm-verschrobene Jacob Hansen sich in einer Art Buch Hiob wiederfinden, „nur ohne Happy End“. Denn am Johannistag, dem 24. Juni 1871 oder 1872, hat der am Rande von Friendship lebende Imker Old Meyer hinter einem seiner Bienenstöcke einen toten Nordstaaten-Veteranen in zerschlissener Uniform gefunden. Der Tote hat „eingesunkene Augen und grün verfärbte Haut“ und nach außen gestülpte Taschen, als hätte man ihn durchsucht. Die Leiche wird von Hansen und einem der Meyer-Söhne abtransportiert. Auf dem Rückweg ins Ortszentrum liegt „eine Frau in den leuchtenden Stoppeln“ eines Felds, auf dem gerade Heu gemacht wurde. „Ihre Beine sind zerschrammt und blutig, ihre Strümpfe zerrissen.“ Die Frau heißt Lydia Flynn. Sie „hustet, ein Speichelfaden hängt ihr am Kinn.“ Lydia, ein Mitglied der Friendship benachbarten Erweckungskirche der Holy Light Colony, erklärt Hansen mit delirierenden Worten, sie habe auf dem Feld Jesus gesehen. Hansen nimmt Lydia Flynn zusammen mit der Männerleiche mit zu Doktor Guterson, der bei dem toten Veteranen Diphtherie diagnostiziert und es für angebracht hält, die diphtherie-verdächtige Lydia Flynn bei sich zu isolieren. Wieder daheim, lehnt der dienstbeflissene Hansen die Idee seiner Frau Marta ab, der Diphtherie wegen die Ortschaft zusammen mit ihrem Baby Amelia zu verlassen. Am darauffolgenden Dienstag, dem 25. Juni, erhält Hansen die Meldung vom Geschwisterpaar Sullivan, ihre Milchkuh Clytie sei ausgerissen. Hansen mutmaßt, dass die Rasselbande der „Ramsay-Jungs“ dahinter steckt, doch als er Clytie findet, ist die Milchkuh offenkundig erkrankt und lässt ihr aggressives Verhalten an einem Baum aus. Wer ist dafür verantwortlich? „Nicht die Ramsays. Und dir fällt die Frau im Feld ein, du denkst, dass bei der Krankheit so was wie geistige Verwirrung auftreten muss. Ist das hier auch Diphtherie?“ Hansen erschießt das Tier, überlegt zur Wochenmitte mit Doc Guterson, ob man Friendship unter Quarantäne stellen solle, fragt sich, ob bei seinem Amts-Kollegen Bart Cox im benachbarten Ort Shawano schon „ein paar Fälle aufgetreten sind, hoffst, dass es nicht so ist. Aber wenn es bedeutet, dass Friendship verschont bleibt? Du würdest das Glück eines anderen nicht gegen dein eigenes eintauschen, nein, aber wenn du dich wirklich entscheiden müsstest?“ Am darauffolgenden Freitag, den 28. Juni, ist Lydia Flynn verstorben und brennt Old Meyers Räucherhaus, Hansen hilft beim Löschen und erfährt, dass jener Meyer-Sohn seit drei Tagen im Fieber läge, der mit Hansen zusammen die Leiche und Lydia Flynn transportierte. Ebenfalls erkrankt ist die Tochter von Old Meyer, der Hansen mit einer Bauernweisheit konfrontiert: „Sobald einer krank wird, erwischt es alle.“ Nachdem Doc Guterson die Meyers besucht hat, stellt er das Haus wegen des Diphtherie-Befalls unter Quarantäne, ist aber mit einer allgemeinen Seuchen-Warnung noch zurückhaltend, weil er denkt, die Bevölkerung würde dann komplett aus Friendship verschwinden und die Krankheit ins Umland verbreiten. Es wäre besser, noch abzuwarten und Gesamt-Friendship unter eine allgemeine Quarantäne zu stellen, wenn die Seuche schlimmer würde. Ebenso wie Hansen dem Veteranen ein würdiges Begräbnis vorbereitete, tut er es jetzt auch bei Lydia Flynn. In seiner Bestatter-Werkstatt kommt Hansen mit der Leiche in eine Art fingiertes Gespräch, wobei er die Rolle beider Dialog-Partner übernimmt. Damit geht er noch einen Schritt weiter als für ihn üblich: „Mit den Toten zu reden ist eine schlechte Angewohnheit“, doch dass Hansen auch an Stelle der Toten antwortet, ist neu. Und später, nach dem Tod seiner Tochter, wird er definitiv glauben, er hätte tatsächlich mit der Toten geredet: „Die Kleinen erwischt es zuerst, hat Lydia Flynn gesagt.“
Als Hansen an jenem Freitagabend nach Hause kommt, erfährt er, dass Amelia erkrankt ist. Bereits bei der ersten Nachtwache am Bett der Erkrankten „hustet Marta, heftiger als Amelia, gleichmäßig.“ Am Samstag sterben die beiden Clytie-Besitzerinnen sowie ein weiterer Bewohner Friendships, und alle vier Ramsay-Brüder erscheinen mitsamt ihrer Mutter erkrankt bei Doc Guterson, wo auch die Hansen-Eltern sich die Diphtherie-Diagnose für Amelia abholen. „Es macht dir Angst, wie nüchtern, wie kühl du sein kannst, selbst bei deiner eigenen Familie. Vielleicht stimmen die Gerüchte ja. Vielleicht bist du wirklich verrückt.“ Am kommenden Montag, dem 1. Juli,  ist, derweil bei Friendship ein Feuer ausbricht, Amelia tot. „Kann es etwas Schlimmeres geben? Nein, und das ist fast ein Trost. Fast, aber du kannst dir wirklich nicht vorstellen, dass dich je wieder etwas trösten wird.“ Amelias Grab, „das kein Kreuz trägt“, legt Hansen im Garten an, „damit die Nachbarn nichts davon erfahren“, dass die Diphtherie in Friendship grassiert. Von Doc Guterson wird es „erneut hinausgeschoben, die Stadt unter Quarantäne zu stellen, und du hattest wieder das Gefühl, dass es deine Aufgabe ist, dass du als Gesetzeshüter die Sache in die Hand nehmen solltest. Morgen ganz sicher.“ An jenem Morgen muss Marta beim Frühstück „niesen und feine Blutstropfen sprenkeln die Tischdecke“. Angesichts der Tatsache, dass es den ganzen Juni über nicht geregnet hat, werden die Arbeiter des Sägewerks von ihrer Firmenleitung beauftragt, zur Bekämpfung des sich ausbreitenden Feuers eine Feuerschneise zu graben, während Hansen und Doc Guterson anfangen, die Straßen zu sperren und Guterson Hansen einen Lagebericht gibt: Westlich der Stadt „hat sich ein ganzes Holzfällerlager angesteckt. In der [Holy-Light]-Kolonie sind ein paar Leute krank […]. Das Problem ist, dass der Rest von ihnen glaubt, das Jüngste Gericht stünde bevor.“ Während der Absperrungen trifft Hansen auf seinen Amts-Kollegen Bart Cox aus dem benachbarten Shawano, der von Hansen eine grobe Lageübersicht erhält („Zwanzig Tote, mit weiteren ist zu rechnen“) sowie die Devise zur Handhabung der allgemeinen Quarantäne: „Keiner rein, keiner raus. […] Egal, was passiert“. Am Dienstag, 2. Juli, hat Marta „Fieber und schläft“, am Mittwoch, 3. Juli, hat Old Meyer sich und seinen überlebenden Sohn erschossen, am Donnerstag, 4. Juli, ist Marta tot: „Du klammerst dich an Marta, wärmst sie mit deinem Körper, horchst, stellst dir vor, dass sie atmet“. Trotz des Trauerfalls erledigt Hansen pflichtbewusst weiter seine Arbeit: „Es ist wieder wie im Krieg. Du brennst Häuser ab. Brennst Scheunen voll totem Vieh, Hühnerställe voller Hühner ab. Bei Bjornsons ist eins von den Hühnern noch nicht tot und versucht, mit brennendem Gefieder davonzuflattern. Du schlägst mit deiner Schaufel darauf ein, bis es reglos liegen bleibt.“ Daheim beginnt Hansen mit der Leiche Martas zu reden wie zuvor mit der Leiche Lydia Flynns und meint ebenso, Antwort zu erhalten; außerdem hat er Amelia aus deren Garten-Grab ausgegraben und wieder im Haus platziert. „Marta sitzt in dem blauen Kleid, das dir so gut gefällt, auf dem kleinen Sofa und hat Amelia auf dem Schoß. […] Du legst den Arm um sie, gibst ihr einen Kuss auf die kühle, rot geschminkte Wange.“ Nach einer Maisbrot-Mahlzeit macht Hansen sich wieder auf zur Arbeit, „doch in der Tür bleibst du stehen, um deine beiden Liebsten anzublicken, sie auf dem Sofa zu bewundern, und du bist froh, ja geradezu glückselig, denn fast hättest du sie verloren.“ Hansens Arbeit besteht nun auch darin, die wegen der allgemeinen Quarantäne aufgebrachte Bevölkerung Friendships zu beruhigen und dabei selbst ruhig zu bleiben: „Sie hassen dich nicht, sie sind bloß bedrückt. Tief im Innern verstehen sie, dass es für alle das Beste ist. Das müssen sie.“ Was das heranrückende Feuer angeht, muss Hansen „an jeder Straßenecke Fässer mit Sand aufstellen, genug Eimer auftreiben“, fantasiert über seine Leichen-Familie auf dem Sofa, sie seien „wohlbehalten zu Hause und warten auf dich. Ausgeschlossen, dass sie krank werden; du hast ihnen gesagt, sie sollen nicht rausgehen, sollen die Tür abschließen.“ Nach einem vermeintlich gemeinsamen Abendessen steigert Hansen sich noch mehr in seinen Wahn: Es „spielt Marta auf dem Harmonium und ihr beide singt dazu. […] Amelia spielt auf dem Fußboden mit ihrer Maishülsenpuppe.“
Am Freitag, 5. Juli, beginnt Hansen einige Häuser gesondert unter Quarantäne zu stellen, darunter auch das von Mutter Ramsay, die inzwischen zwei ihrer vier Kinder an die Seuche verloren hat; außerdem muss Hansen feststellen, dass die erste komplette Familie bereits den Quarantänebestimmungen zuwider Friendship verließ. Am Samstag, 6. Juli, badet Hansen erst seine tote Frau, dann sich, am Sonntag, 7. Juli, kommt Mutter Ramsay „mit wildem Blick und blutverschmierter Schürze in die Stadt gelaufen und aus ihrer Nase spritzt immer noch Blut“: alle ihre Jungs sind tot. Die widerborstige Ramsay wird dann die Erste, die man bei lebendigem Leib in ihrem eigenen Haus mit Brettern und Türschloss verbarrikadiert: „Sie schlägt überall im Haus die Fensterscheiben ein. Krachen und Klirren. Du fummelst an dem Schloss herum, lässt den Verschlussbügel einschnappen. Drinnen trommelt Sarah Ramsay mit den Fäusten gegen die Tür.“ Später wird Ramsay sich das Leben nehmen. Am Mittwoch, 10. Juli, verbrennt Hansen ein diphtherieverseuchtes Haus, in dem sich die „begriffsstutzige Tante“ des Hausbesitzers versteckt hatte und nun dem Feuer nicht mehr entkommen kann. Außerdem meint Hansen, wie schon am Vortag, bei Doc Guterson Diphtherie-Symptome zu erkennen. Hansen trinkt zum Abendessen Whisky, sehr viel Whisky. „Du singst am Küchentisch, trommelst mit den Füßen, schlägst dir aufs Knie“, tanzt mit der Leiche Martas, steigert sich abermals im Wahn: „Sie umarmt dich und der frische Geruch ihres Haars hüllt dich ein. Wie gut ihr Körper mit deinem zusammenpasst, ihre schmalen Hüften an deinen“, und Hansen hat Geschlechtsverkehr mit der Leiche seiner Frau.

### Finale Katastrophe
„Es ist eine Woche her“, der Tod seiner Frau, also Donnerstag, 11. Juli, als eine weitere komplette Sippe samt Familienvater verschwindet. „Der kleine Mistkerl. Verzweifelt wegen seiner Familie. Geht es nicht uns allen so? Dir nicht. Nein? Du bist bloß wahnsinnig. Der verrückte Jacob.“ In Friendship regnet es vom nahenden Feuer Asche, die Ascheschicht auf den Straßen „muss ein paar Zentimeter dick sein“, und Doc Guterson ist noch deutlicher erkrankt: „Im Mundwinkel klebt schwarz verkrustetes Blut. Als er dich bittet, Platz zu nehmen, klingt seine Stimme heiser, ganz piepsig, als wäre seine Kehle verstopft.“ Die beiden beraten sich, Hansen tut die Idee kund, die Gesunden mit einem Friendship passierenden Güterzug vor dem Feuer zu retten. „Sorg dafür, dass sie im Zug bleiben“, fordert Doc Guterson: „Mach dir über die Kranken keine Gedanken. Du kannst nichts für sie tun. […] Du kannst sie nicht alle retten. Das ist nicht deine Aufgabe.“ Während Hansen die symptomfreien Bewohner Friendships über diese geplante Evakuierungsmaßnahme informiert, besucht er kurz noch Marta, geht mit deren Leiche über die geplante Flucht ins scheinbare Zwiegespräch. Dann verlässt Hansen Marta. Auf dem Weg zur Praxis von Doc Guterson, der sich zwischenzeitlich das Leben nahm, erfährt Hansen, dass das Feuer die seit dem 1. Juli gegrabene Feuerschneise übersprungen hat. An einer Stelle des Gleisverlaufs, wo die Schienen einem Fluss nahe sind, versammeln sich die symptomfreien Einwohner von Friendship. Die fast vierzig Zugentführer kapern wie geplant den Güterzug, der bewaffnete Hansen fährt im Triebwagen mit, der Rest in einem eigenen Waggon. An der Grenze zum Stadtgebiet von Shawano allerdings liegt ein Haufen brennender Bahnschwellen auf den Gleisen, eine Technik, die Bart Cox bereits im Sezessionskrieg angewendet hatte. Der Zug muss halten, Bart und sein Hilfssheriff kommen hervor, diskutieren mit Hansen. „Bart hört nicht auf dich. Letztendlich ist es ganz einfach. Du bist zu lange voller Hoffnung gewesen“, und weil Hansen nicht hofft, Bart zu überzeugen, erschießt er ihn und den Hilfssheriff, räumt zusammen mit einigen Sägewerksarbeitern mit Kuhfänger-Haken die brennenden Schwellen beiseite. „Keiner von diesen Leuten ist krank, aber er wollte dir nicht glauben. […] Entschuldigt das deine Tat? Nein. Ist es eine Sünde? Du bist dir nicht sicher. […] Die Blicke aus dem Waggon folgen dir, doch du nimmst sie nicht zur Kenntnis. Dir ist klar, dass du nicht zu diesen Leuten gehörst, obwohl du sie liebst, dass du der Verdammnis anheim gefallen bist, obwohl du dich um sie gekümmert hast.“ Hansen verlässt den Zug, da er Marta die Rückkehr versprochen hat, und fährt mit einer Draisine fort zu Amelia (seit zehn Tagen tot) und Marta (seit einer Woche tot). „Sie sieht dich mit milchigen Augen an, ihr Gesicht zu einer Grimasse erstarrt, die Lippen geöffnet, so dass ihre makellosen Zähne zu sehen sind. Du hättest mehr Balsamierflüssigkeit verwenden sollen“, sieht Hansen in einem lichten Moment ein, dass er es mit Toten zu tun hat, um dann mal wieder mit Marta ins Zwiegespräch zu gehen, das er auch fortsetzt, derweil er Marta erstmals, Amelia erneut im Garten vergräbt. Während der Bestattung hat Hansen allerdings nicht gemerkt, wie nah das Feuer schon ist: „Du verspürst einen Schmerz am Kopf und greifst nach oben, merkst, dass deine Haare in Flammen stehen. Du schlägst sie aus und fängst an zu laufen.“ Hansen schnappt sich sein Fahrrad, fährt, „während Friendship zu beiden Seiten in Flammen aufgeht“, zu einem See, der ihm ausreichend groß erscheint, „das Feuer über dich hinwegziehen [zu] lassen.“ Obwohl er dort in der See-Mitte bleibt, wärmt das Wasser sich durch die allumgebende Feuerwalze auf, „wird so heiß wie bei einem Bad“. Hansen taucht unter, derweil die Flammen um ihn herum oder über ihn hinweggehen, taucht wieder auf. „Der Feuersee, denkst du“ in Anspielung auf den Fluss Phlegethon, der nahe seiner Quelle einen See inmitten einer Ebene aus Feuer bildet und in Dantes Inferno die Strafstätte der Mörder bildet: „Wenn das jemand verdient hat, dann du. Ja, ein Mörder. Ein Leichenschänder.“ Als Hansen das Wasser verlassen kann, besucht er die Höhle eines am Sees lebenden Einsiedlers, der sich mit einem Messer getötet hat, das Hansen ihm am 1. Juli schenkte. Das Messer „liegt in seiner geöffneten Hand, als ob er es dir zurückgeben wollte. […] Bei wem hat er sich bloß angesteckt? Und plötzlich weißt du die Antwort. Das Messer […]. Dann warst du es also, du bist es die ganze Zeit gewesen. Bei allen […]. Am Anfang muss der Soldat oder Lydia Flynn gestanden haben, doch danach bist allein du es gewesen. Warum stirbst du dann nicht? Und was ist mit dem Zug? […] Vielleicht hast du die Krankheit erst richtig verbreitet, indem du die Leute rausgebracht hast. Du gehst zu den Gleisen.“ Nachdem er ihnen eine Weile gefolgt ist, darf er sich mit eigenen Augen davon überzeugen, dass „das Feuer den Zug eingeholt hat und eine riesige Flamme wie eine Woge darüber hinweggerollt ist. […] Du machst dir nicht die Mühe, die Leichen zu zählen.“ Am Ende des Romans hält der Prediger Jacob Hansen die „ganze Vorstellung von Buße“ für „selbstsüchtig, irregeleitet. Gott lässt nicht mit sich handeln, lässt sich nicht durch fromme Handlungen bestechen. Das hast du erkannt – dass du auch mit den besten Absichten […] und guten Taten niemanden retten kannst, am allerwenigsten dich selbst.“ Hansen geht nach Friendship zurück, wo Marta und Amelia ruhen. „Ein Mensch, der verloren ist, will bloß noch nach Hause. […] Du denkst, dass du heute Nacht bei den Menschen sein musst, die du liebst“, endet der Roman.

## Textanalyse
Das Glück der anderen ist eine Mischung aus Gothic-Roman und Western, mit dessen Traditionen der Roman jedoch deutlich bricht: Der bizarrerweise fahradfahrende statt reitende Western-Antiheld Jacob Hansen demontiert „den Mythos des Westernhelden und seines wohlwollenden Heldentums“, kehrt das Märtyrer-Narrativ um „und scheint beim Leser Ekel statt Empathie hervorzurufen“. Die Handlung des Romans beginnt, von Rückblenden abgesehen, am Johannistag des Jahres 1871 oder 1872 und endet eine Woche nach dem Tod von Marta Hansen also am Donnerstag, dem 11. Juli. Ort der Handlung ist die in Wisconsin gelegene, anfangs „hyperpastorale, idyllische“ Gemeinde Friendship, „eine sterbende alte Bergarbeiterstadt“, aus der „die jungen Leute alle weggehen.“ Dass es sich um ein fiktives und nicht das reale Friendship handelt, lässt sich daraus schließen, dass das reale Friendship erst 1907 gegründet wurde und, anders als im Roman, nicht westlich vom realen Shawano liegt sowie, anders als im Roman, nicht östlich vom realen Montello. Darüber hinaus wird im Roman an einer Textstelle behauptet, das Blau des Himmels erstrecke sich bis Iowa, dessen Staatsgrenze vom realen Friendship jedoch mehr als 100 Kilometer entfernt ist und somit außerhalb der Sichtweite.

### Erzählperspektive, psychische Disposition des Erzählers, Roman-Themen
Stewart O’Nan verwendet „für seine Erzählerfigur in Das Glück der anderen die unübliche zweite Person Singular und lässt uns gewissermaßen an den Selbstgesprächen des Protagonisten teilhaben“, so der Autor Dieter Wunderlich. Auch der Germanist und Theologe Knut Wenzel (Universität Regensburg) deutet diese Erzählstimme eindeutig so, dass Hansen Selbstgespräche führe, „wie ein verwirrter Mensch alles, was er gerade wahrnimmt, tut, was um ihn geschieht, kommentiert, indem er ununterbrochen mit sich oder zu sich selbst spricht.“ Menschen mit Psychosen wie Schizophrenie können Selbstgespräche führen, da sie Stimmen hören oder sich mit imaginären Gesprächspartnern unterhalten, und tatsächlich wird im Text berichtet, Hansen habe bereits im Krieg die Stimme des toten norwegischen Kriegskameraden gehört, eine Tendenz, die sich in Friendship während der Diphtherie-Epidemie verstärkt: Hansen geht mit der toten Lydia Flynn nicht nur in fingierte Dialoge, sondern glaubt tatsächlich, die Tote hätte geantwortet, und mit seiner toten Ehefrau pflegt er regelmäßig Konversation. Weitere Hinweise auf Hansens psychotische Neigung sind seine selbstdiagnostizierten Gedankensprünge nach Amelias Tod (Alternativursache kann die emotionale Belastung sein) sowie sein schon von Marta konstatiertes ausgeschaltetes Schmerzempfinden, wie es auch Schizophrene berichten und das dafür sorgt, dass Hansen gegen Ende der Handlung sein brennendes Haar erst verzögert feststellt. Die Frankfurter Allgemeine Zeitung formuliert die mutmaßlich schizoforme Störung Jacob Hansen dadurch, indem sie von der „unauflösbaren Spaltung des Jacob“ schreibt.
Dass der „Du“-Erzähler Hansen generell ein unzuverlässiger Erzähler ist, wird ferner dadurch angedeutet, dass er bei sich selbst ein Messer findet, dessen Diebstahl bei ihm zur Anzeige gebracht worden ist, und darüber spekuliert, woher er es hat. Insgesamt sorgt die unübliche zweite Person Singular als Erzählperspektive dafür, dass der Leser „mitten in […] der Figur des Protagonisten und Erzählers“ steckt, der zumindest eine „Posttraumatische Belastungsstörung als Folge seiner Kriegserlebnisse“ zu verarbeiten hat: „Die Leser können die Verrücktheit Jacob Hansens nicht distanzieren, weil sie ja gewissermassen in ihm stecken.“ Neben der Verrücktheit Hansens, die er sich selbst mehrmals attestiert, ist auch die Zerstörung seines sozialen Umfelds durch die Epidemie das Thema des Romans: Dass „die Eindämmung der Epidemie Vorrang vor der humanen Behandlung der Kranken und Bedürftigen hat“, zerrüttet Hansens „christlichen Glauben und seine Ethik“, die Zerrüttung seines Glaubens während des „Streits zwischen Vernunft und Glauben“ zerrüttet ironischerweise seine Vernunft, seinen Verstand, und der psychische Zerfall des Protagonisten und die Zerstörung der Stadt „scheinen sich gegenseitig zu spiegeln“.

### Titel der deutschsprachigen Übersetzung
Während der Originaltitel von Das Glück der anderen, nämlich A Prayer for the Dying, eine düster-spirituelle Atmosphäre heraufbeschwört, macht der Titel der deutschsprachigen Übersetzung „zu Recht von Anfang an darauf aufmerksam, dass es sich bei dieser Erzählung um einen mit ethischer Thematik befassten Text handelt“: Das Glück, das durch die Wendung „Streben nach Glück“ („pursuit of happiness“) in der Präambel der US-Unabhängigkeitserklärung festgeschrieben wird, ist zerbrechlich, denn es gibt „massive Bedrohungen und Bestreitungen des Glücks, die der Mensch in seinem Streben nach Glück nicht zu integrieren vermag.“ Als US-amerikanischer Geistlicher strebt Hansen nicht allein das weltliche Glück an, sondern auch die geistige Rettung: „Wir sind alle gerettet“, so Knut Wenzel, „dieser Satz zieht sich wie ein Rezitativ durch die gesamte Erzählung und verändert ständig seine Bedeutung.“ In dem Moment, in dem Hansens Tochter erkrankt, räsoniert Hansen: „Dein Glaube wird dich stets retten. […] Wann wird dich dein Glaube nicht retten? Wenn du zu stark an diese Welt glaubst. An dich. An etwas anderes als Gott. Wenn du es nicht zulässt. Wenn du nicht gerettet werden willst. Und warum solltest du es nicht wollen? Weil du es nicht verdienst.“ Obgleich Jacob Hansen die Erkrankung seiner eigenen Tochter vielleicht noch als Strafe für seine Sünden ansehen kann, beispielsweise seinen einstigen Kannibalismus, scheitert dieser Erklärungsversuch in den Augenblicken, in denen Hansen erkennt, dass eine solche Strafe unverhältnismäßig wäre, wenn sie das Glück der anderen (oder ihre Rettung) verhindert. Es „ist ihm vielmehr klar, dass keine Schuld eine solche Strafe rechtfertigen könnte; aber er erlebt sie als tatsächliche Aufklärung, Offenbarung, apokalypsis der Falschheit seines Lebensentwurfs“, der genau darin bestand: „Ordnung, Rettung, Glück zu produzieren, als wiedergutmachende Antwort auf das in keinem menschlichen Handeln und Leben rechtfertigbare, reparierbare, kompensierbare Schuldhandeln an einem anderen Menschen.“ Letztlich bleibt Hansen nur das, was Doc Guterson ihm in ihrem letzten Gespräch sagte: „Du kannst sie nicht alle retten. Das ist nicht deine Aufgabe.“

### Figuren

#### Hauptfigur
- Jacob Hansen: Dieser Kriegsveteran ist nicht älter als 30 Jahre,[123] „ein bedächtiger, vielleicht sogar einfältiger Mann“,[124] nach eigener Ansicht „schon immer“ rührselig.[125] Seine „inneren Dämonen (aufgrund seiner traumatischen Kriegserlebnisse)“[126] versucht er durch seine Gottesfurcht in Schach zu halten, die dann aber dafür sorgt, dass Jacob die Seuche als Strafe für seine Sünden ansieht.[121] Auf die Seuche reagiert er „standhaft“,[127] zum einen, weil er „so viele Leichen gesehen hat – im Krieg und in der Leichenhalle – dass es für ihn normal geworden zu sein scheint, in ihrer Gegenwart zu leben“,[128] zum anderen aufgrund eines grundsätzlichen psychischen Defekts: „Marta schimpft über deine Fähigkeit, dich jeglichem Schmerz zu verschließen, über deine jähen, unpassenden Freudenausbrüche.“[110] Ein Aspekt seiner Standhaftigkeit ist die Alternativlosigkeit seines Handelns: „Am Ende, am furchtbaren Ende ist Jacob in nichts schuldig geworden; denn keine seiner Handlungen hätte er anders tun können – aus innerem Antrieb nicht und nicht aus äußeren Notwendigkeiten“, so die Frankfurter Allgemeine Zeitung: „Ein neuzeitlicher Hiob ist Jacob nicht; keine Erlösung scheint vorgesehen für ihn, den Prediger aus eigener Berufung, wenn die Finsternis da ist.“[111]

#### Nebenfiguren (Auswahl)
- Doktor Guterson: Der weißhaarige und schnurrbärtige Arzt von Friendship ist klein, pingelig und gepflegt.[129] Er ist „neben Hansen die wichtigste öffentliche Figur und ordnende Autorität in der Stadt“,[1] genau genommen sogar die größere Autorität, weil Hansen sich ihm unterordnet. An Diphtherie erkrankt, zieht Guterson es vor, sich mit Laudanum das Leben zu nehmen.[78]
- Marta Hansen: An dieser seiner schmalhüftigen[120] Frau liebt Jacob Hansen unter anderem „die Art, wie sich ihre Oberlippe in der Mitte abflacht und plötzlich ganz breit wird.“[130] Marta hat die gleiche Haarfarbe wie ihre Tochter Amelia,[9] tiefblaue Augen,[131] makellose Zähne[86] und lange Hände,[130] mit denen sie am Klavier Bach spielt.[132] Der Tod der Tochter stößt sie und Jacob in eine Ehekrise: „Amelias Tod erscheint dir wie ein gemeinsames Versagen, und doch hat er etwas Trennendes, ihr steht auf unterschiedlichen Seiten des Abgrunds, seid nicht imstande, euch Trost zu spenden.“[133]
- Amelia Hansen: Die Tochter von Marta und Jacob Hansen ist erst zu Jahresanfang geboren, der Frühling mit ihr war „anstrengend“,[134] nicht zuletzt wegen ihrer „nächtlichen Koliken“.[135] Amelia hat einen „wulstigen Hals“[130] und tiefblaue Augen, „ganz die Mutter“.[131] Auch die Haarfarbe ist gleich.[9] Amelia ist die vierte Bewohnerin von Friendship, deren Erkrankung Jacob Hansen mitbekommt.
- Bart Cox: Der einarmige Nordstaaten-Veteran mit dem grauen Schnurrbart[136] „war mit dir zusammen in der Schlacht von Bloody Run und hat eine Miniékugel in den Arm bekommen. Die Wunde ist schlecht verheilt und hat sich entzündet; mit der anderen Hand ist Bart noch ein Meisterschütze. Er war Sergeant“,[16] ist nun Sheriff von Friendships Nachbarortschaft Shawano – bis Hansen ihn erschießt.[84]
- Lydia Flynn: Das zweite Diphtherie-Opfer in Friendship ist Mitglied der Holy Light Colony, stammt aber ursprünglich aus der Großstadt.[20] Lydia hat heugelbes Haar[19] und einst am Bahnhof von Milwaukee als Prostituierte gearbeitet, bevor sie für die Holy Light Colony gewonnen wurde.[137] Hansen spekuliert, der tote Soldat könnte ihr Liebhaber gewesen sein, „der Wald ihr nächtlicher Treffpunkt.“[138]
- Sarah Ramsay: Diese alleinerziehende Mutter „hat zwei Ehemänner gehabt, beide Trinker, und lebt von der Versicherungssumme.“[139] Ihre vier Jungs, die Ramsay-Brüder, hat Hansen „immer gemein, ja bösartig gefunden“[63] und verdächtigt sie, etwas mit dem Leid der Sullivan-Milchkuh Clytie zu tun zu haben. Zwei der Ramsay-Brüder schaffen es noch knapp unter die ersten zehn Diphtherie-Erkrankten.[42]
- Old Meyer: Der alleinerziehende Witwer mit drei Kindern (einem Mädchen und Zwillings-Brüdern)[45] ist ein Nachbar der Holy Light Colony,[6] aus der Lydia Flynn kommt. Einer seiner Söhne[32] und seine Tochter[33] sind nach Lydia Flynn und dem tot bei Meyers aufgefundenen Veteranen die ersten Diphtherie-Erkrankten in Friendship. Seinen überlebenden Sohn und sich selbst erschießt er später.[55]
- Elsa & Millie Sullivan: Diese zwei verwitweten Frauen leben etwas außerhalb von Friendship und tragen den gleichen Namen, weil sie zwei Brüder geheiratet hatten. „Sie sind nicht verwandt, doch sie bekämpfen sich, als stammten sie aus derselben Familie.“[140] Nach dem Verlust ihrer Milchkuh Clytie teilen sie sich angesichts der Seuche eine Flasche Insektengift, um sich das Leben zu nehmen.[141]

### Einflüsse und Quellen
Der Autor erwähnt in einer Danksagung ausdrücklich Wisconsin Death Trip von Michael Lesy, einen Bericht über Ereignisse in Black River Falls, „wo in den neunziger Jahren des 19. Jahrhunderts eine grassierende Diphterie-Epidemie zum Zusammenbruch einer (klein-)städtischen Gesellschaft durch Morde, Selbstmorde, Konkurse, Verleumdungen und zerfallende Familien geführt hat.“ Eine weitere Referenz an tatsächliche Handlungen im 19. Jahrhundert findet man, „wenn Jacob seine Frau und seine Tochter um den Tisch, auf einem Hocker oder in einem Bett arrangiert“, nämlich eine Ähnlichkeit mit der „Totenfotografie des 19. Jahrhunderts“. Die Amerikanistik-Professorin Heike Paul (Universität Erlangen-Nürnberg) findet neben den durch ein Motto zu Beginn von Das Glück der anderen offensichtlichen Bezug auf Die Pest noch Bezüge auf Die Pest zu London, Pale Horse, Pale Rider, Arthur Mervyn oder die Pest in Philadelphia von Charles Brockden Brown, Einer von uns von Willa Cather, Sie kamen wie die Schwalben von William Maxwell sowie die Southern-Gothic-Schauerliteratur, beispielsweise Eine Rose für Emily. Laut dem Autor ist das Buch ferner beeinflusst von Die Nacht der lebenden Toten.

## Rezeption, Auszeichnung und Adaptionen
Der im Jahr 2000 mit dem International Horror Guild Award ausgezeichnete, 2002 als SWR-Hörspiel vertonte und in 2025 als Verfilmung für den Kino-Start vorgesehene Roman Das Glück der anderen erhielt überwiegend positive Kritiken: Die  „clever ausgeklügelte Erzählung“, so Heike Paul, sei „eines der literarischen Juwelen in O'Nans Œuvre“. Die Frankfurter Allgemeine Zeitung nannte das Buch fesselnd und „atembenehmend“, die Hearst-Plattform SFGate „hart“ und „unvergesslich“, die New York Times lobte „Originalität und Kraft“ und die Washington Post erblickte in dem Buch eine Mischung aus den Werken von Stephen Crane und Stephen King. Die in den Augen der New York Times „kalten Bronze-Hammerschläge von O'Nans Schreibe“ sorgten dafür, dass die laut Heike Paul „explizit grausamen“ Szenen um Seuche und Quarantäne-Maßnahmen „mit bestechender Kaltblütigkeit“ aufzeichnet würden, so die Frankfurter Allgemeine Zeitung, die dem Roman eine „sprachmächtige Kargheit“ beschied, was der Spiegel als „knappe, meisterhaft scharfe und präzise Sprache des Autors“ bezeichnete. Durch diese „Ökonomie der Mittel“, so die  New York Times, entstünde „ein feiner, knapper Roman“, der sich nach Auffassung von bookreporter.com trotz seiner Kürze „mit der Tiefe und Emotion eines viel längeren Romans liest.“ Kritiken haben aber auch „die beunruhigende Qualität der Nekrophilie-Szenen im Roman kommentiert, in denen Jakob Geschlechtsverkehr mit seiner toten Frau hat“. Die New York Times sah in dergleichen häuslichen Szenen mit Jacob Hansens toter Familie eine Spur Hieronymus Bosch und beschied dem Buch „groteske Surrealität“, der Boston Phoenix ihm gar Anflüge von Humor: Der Autor treibe das Makabre an den Rand der Komödie. Weitaus umstrittener als solche nach Meinung des Boston Phoenix verstörende Szenen war die „Du“-Perspektive des Romans: Gewöhnungsbedürftig fanden Spiegel, SFGate und bookreporter.com diese laut New York Times „überraschende, aber letztlich gelungene“ Erzählperspektive: Nach Meinung der Frankfurter Allgemeinen Zeitung spiegele sie „die Subversion der Vorstellung vom intakten Individuum“, und die New York Times führte aus: „Während die Geschichte ihren Strudel dreht, erhält das Pronomen eine Bedeutung. Jakob, der verzweifelt versucht, die Hoffnung und den Glauben aufrechtzuerhalten und schließlich verliert, kann sein eigenes ‚Ich‘ nicht ertragen und legt es beiseite.“ Anderen Kritiken entzog sich diese Begründung: Die Frankfurter Rundschau fand die „Du“-Erzählperspektive „umständlich“, SFGate hinterfragte ihre Notwendigkeit und der Boston Phoenix meinte, sie mache den Roman zu einer herausfordernden bis schweren Lektüre. Nicht ganz so umstritten wie die „Du“-Erzählperspektive war, inwieweit es sich um „ein kluges Buch“ mit ethischer Fragestellung handle: Während Publishers Weekly in dem Roman eine philosophische Fabel sah und der Boston Phoenix darin viele aufgeworfene philosophischen Fragen herauslas, konnte die Frankfurter Rundschau in Das Glück der anderen keine philosophischen Fragen erkennen, sondern lediglich „gedankenschwere Belanglosigkeiten“.

## Deutschsprachige Textausgaben (Auswahl)
- Das Glück der anderen. Roman (=Die Brigitte-Edition, Band 20.) Deutsch von Thomas Gunkel. Lizenzausgabe. Gruner und Jahr, Hamburg 2006. ISBN 3-570-19532-5.
- Das Glück der anderen. Roman. Deutsch von Thomas Gunkel. Rowohlt-Taschenbuch-Verlag, Reinbek bei Hamburg 2003. ISBN 3-499-23430-0.
- Das Glück der anderen. Roman. Deutsch von Thomas Gunkel. Rowohlt, Reinbek bei Hamburg 2001. ISBN 3-498-05028-1.